# Лола Оксен Миколайович
Оксен (Оксентій) Миколайович Лола (1884—1919) — соціал-демократ, діяч національного руху.

## Біографія
Народився в м. Ніжин, у родині козацького походження.
1900 року вступив до Революційної української партії, 1906 — до «Спілки», потім — до Української соціал-демократичної робітничої партії. Був прихильником порозуміння з Російською соціал-демократичною робітничою партією, 1913–14 виступав проти заснування незалежної від РСДРП партії українського робітництва на основі вже наявних серед українського робітництва місцевих комітетів РСДРП (на чому наполягало керівництво УСДРП). Симпатизував В. Леніну, листувався з ним, починаючи з 1914.
Оксен Лола друкувався в більшовицьких виданнях, зокрема опублікував статтю «З історії українського марксизму» в журналі «Просвещение» № 6 за 1914 рік та матеріал «Звернення до українських робітників» у «Трудовой правде» за 29 червня 1914 року — текст останнього був супроводжений приміткою В. Леніна.
З початком Першої світової війни емігрував до Іспанії. Після Лютневої революції 1917 повернувся до Києва. Працював співредактором «Робітничої газети» — органу ЦК УСДРП.
1919 Оксен Лола був розстріляний денікінцями.